# Nouelia
Nouelia es una planta herbácea de la familia de las asteráceas.  Su única especie: Nouelia insignis, es originaria de Asia.

## Descripción
Son grandes arbustos o árboles pequeños, que alcanzan un tamaño de 3-4 m de altura. Hojas de manera uniforme alternativs, pecíolo de 2-4 cm; las hojas oblongas a elípticas, 8-26 × 3.5-12 cm, finamente tomentosas abaxialmente, coriáceas, glabras adaxialmente, base obtusa a redondeada, el margen diminutamente serrulado, ápice obtuso a acuminado. Capítulos solitarios, grandes, erectos, terminales, irradian, de 5 cm de diámetro. Involucro de 2-2.5 cm de diámetro;  corola blanca, bilabiada, labio exterior. 1,5 cm; muchos flósculos centrales, profundamente 5-lobuladas, lóbulos de 8 mm. Aquenios 1.2-1.4 cm; vilano  1,5 cm. Fl. Febrero-junio. Tiene un número de cromosomas de 2 n = 54 *.

## Distribución y hábitat
Se encuentra en los bosques, laderas empinadas en matorrales, barrancos, a una altitud de 1000-2900 metros, en  Sichuan y Yunnan de China.

## Taxonomía
Nouelia insignis fue descrita por Adrien René Franchet y publicado en Journal de Botanique (Morot) 2(5): 67, t. 2. 1888.